# Pelargonium astragalifolium
Pelargonium astragalifolium är en näveväxtart som först beskrevs av Antonio José Cavanilles, och fick sitt nu gällande namn av Jacq. Pelargonium astragalifolium ingår i släktet pelargoner, och familjen näveväxter. Inga underarter finns listade i Catalogue of Life.